# Hetepheres II.
Hetepheres II. war eine Königin der altägyptischen 4. Dynastie. Sie war eine Tochter von Pharao Cheops, ihre Mutter ist unbekannt. Sie war mindestens zweimal verheiratet. Ihr erster Ehemann war ihr (Halb-)Bruder Kawab. Aus dieser Ehe gingen die Söhne Mindjedef, Kaemsechem und möglicherweise Duaenhor sowie eine Tochter namens Meresanch III. hervor.
Nach Kawabs Tod heiratete Hetepheres II. einen König, der allgemein mit Radjedef identifiziert wird. Unklar ist, ob sie nach dessen Tod noch ein weiteres Mitglied der königlichen Familie heiratete. Der Wesir Anchhaf, ein Onkel oder Bruder des Cheops, hatte eine Frau namens Hetepheres, die teilweise mit Hetepheres II. gleichgesetzt, teilweise aber auch nur für eine Frau gleichen Namens gehalten wird.

## Grabstätte
Die letztendliche Ruhestätte von Hetepheres II. ist bis heute unbekannt. Auf dem Ostfriedhof der Cheops-Pyramide war die Doppelmastaba G 7110 - 7120 zwar ursprünglich für sie und ihren ersten Mann Kawab vorgesehen, aufgrund seines frühen Todes und der erneuten Heirat seiner Frau wurde er dort allerdings allein bestattet.
Auch die nahe gelegene Mastaba G 7350, die am Ende der 4. Dynastie erbaut wurde, wird teilweise als Grab der Hetepheres II. angesehen, da hier Reliefs gefunden wurden, die möglicherweise sie und ihre Tochter zeigen.

## Besondere Funde

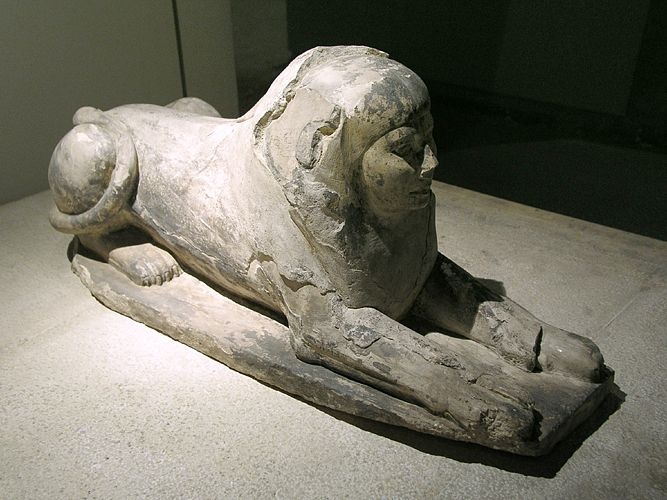
Sphinx-Skulptur der Hetepheres II.

Im Pyramidenkomplex des Radjedef in Abu Roasch wurde eine ihr gewidmete Sphinx-Skulptur gefunden. Sie ist vermutlich die erste Sphinx-Darstellung der ägyptischen Geschichte.